# Andrej Bekeš
Andrej Bekeš, slovenski matematik, jezikoslovec in prevajalec, * 4. julij 1949, Celje.
Leta 1971 je diplomiral na Fakulteti za naravoslovje in tehnologijo v Ljubljani, 1975 magistriral iz teoretične matematike na Univerzi v Osaki (en) na Japonskem in 1981 iz sodobnega japonskega jezikoslovja na Osaški univerzi za tuje jezike (en). Leta 1995 je bil izvoljen za izrednega, leta 2003 pa za rednega profesorja na Oddelku za azijske in afriške študije Filozofske fakultete Univerze v Ljubljani. Po upokojitvi je leta 2017 za pomemben prispevek k razvoju japonologije in azijskih študij v Sloveniji dobil naziv zaslužnega profesorja Univerze v Ljubljani. Napisal je več japonskih učbenikov (Sodobna japonska slovnica za začetno stopnjo: prvi koraki)  (COBISS) in s soavtorji sestavil slovar japonskih stavčnih vzorcev (Nihongo bunkei ziten, Tokyo: Kurosio 1998 (COBISS), ki je bil preveden v kitajščino 2001 (COBISS) in angleščino 2015 (COBISS) ).